# Ivanovo Selo
Ivanovo Selo es una localidad de Croacia en la ciudad de Grubišno Polje, condado de Bjelovar-Bilogora.

## Geografía
Se encuentra a una altitud de 146 m s. n. m. a 133 km de la capital nacional, Zagreb.

## Demografía
En el censo 2021, el total de población de la localidad fue de 213 habitantes.
| Gráfica de población de Ivanovo Selo 1857-2021                      |
|                                                                     |
| Según los censos de población de la oficina estadística de Croacia. |

## Ataque del 21 de septiembre de 1991
En el marco de la Guerra de Croacia, el territorio que rodeaba la ciudad de Ivanovo Selo fue controlado por las milicias serbias desde agosto de 1991. El 21 de septiembre, 27 miembros del Destacamento Bilogora perteneciente a la autoproclamada Región Autónoma Serbia de Eslavonia Occidental realizan un ataque matando siete personas e hiriendo nueve.